# Marianthus lineatus
Marianthus lineatus är en tvåhjärtbladig växtart som beskrevs av Ferdinand von Mueller. Marianthus lineatus ingår i släktet Marianthus och familjen Pittosporaceae. Inga underarter finns listade.